# رنرود
شهر رنرود (به آلمانی: Rennerod) در ایالت راینلند-فالتز در کشور آلمان واقع شده‌است.